# Lucas, Kansas
Lucas là một thành phố thuộc quận Russell, tiểu bang Kansas, Hoa Kỳ. Năm 2010, dân số của xã này là 393 người.